# Мілланія (підрозділ окружного секретаріату)
Підрозділ окружного секретаріату Мілланія — підрозділ окружного секретаріату округу Калутара, Західна провінція, Шрі-Ланка. Головне місто — Мілланія. Складається з 44 Грама Ніладхарі.

## Демографія
| Кількість Грама Ніладхарі | Площа (км2) | Населення (2012) | Населення (2012) | Населення (2012)  | Населення (2012) | Населення (2012) | Населення (2012) | Густота населення (/км2) |
| Кількість Грама Ніладхарі | Площа (км2) | Сингали          | Ларакалла        | Ланкійські таміли | Індійські таміли | Інші             | Всього           | Густота населення (/км2) |
| ------------------------- | ----------- | ---------------- | ---------------- | ----------------- | ---------------- | ---------------- | ---------------- | ------------------------ |
| 44                        | 81          | 50,465           | 41               | 80                | 1,461            | 31               | 52,078           | 643                      |